# Marcel Salva
Pour les articles homonymes, voir Salva.
Marcel Salva est un footballeur international français né le 3 octobre 1922 à El Biar (Algérie) et mort le 19 décembre 2005 à Aubenas (France). Il était un défenseur athlétique, Il jouait arrière gauche au RC Paris. Il termine sa carrière dans son Algérie natale comme entraîneur-joueur au Gallia Sports d'Alger. Rapatrié, il s'installe à Salon-de-Provence.

## Biographie
Marcel Salva était issue d'une famille de propriétaires terriens d'origine espagnole arrivée en Algérie à la fin du XIXe siècle, qui possédait 60 hectares et un troupeau de 400 vaches laitières près d’Alger : l’indépendance algérienne lui fit tout perdre en 1962, sa sœur et son beau-frère furent enlevés et exécutés, et il n’eut d’autre choix que de tout laisser et rentrer en France. Ce défenseur au beau gabarit (1m83, 85 kilos) se fit remarquer dans les rangs de l’Armée de l’Air, en 1944, puis du Racing ; il attira l’attention du sélectionneur Gaston Barreau, qui le retint 6 fois. Mais comme il était amateur, et avait touché des primes, il fut suspendu en octobre 1946 et retourna au Gallia d’Alger. L’amnistie permit à Marcel Salva de revenir au Racing en 1948 et de réapparaître en sélection (13 en tout). Athlétique, mais calme, meneur d’hommes, Salva retourna encore une fois en Algérie reprendre la ferme familiale en 1952, tout en jouant au Gallia jusqu’en 1958 (16 sélections en équipe d’Algérie). Rapatrié en 1962, il ouvrit une brasserie à Salon de Provence, puis une pizzeria qu’il tint jusqu’en 1985.

## Carrière de joueur
- FC Rochambeau (Bab El Oued, Algérie) (1934-1937)
- AS Saint-Eugène (Algérie) (1937-1944)
- RC Paris (France) (1944-1952)
- Gallia Sports d'Alger (Algérie) (1952-1958)

## Carrière d'entraîneur
- Gallia Sports d'Alger (Algérie) (1952-1959)

## Palmarès
- Champion d'Alger 1943 et 1944 (avec l'AS Saint-Eugène - Alger), 1954, 1955 et 1958 (avec le Gallia sports d'Alger)

- Vainqueur de la Coupe de France 1945 et 1949 (avec le RC Paris)
- Finaliste de la Coupe de France 1950 (avec le RC Paris)
- Vainqueur de la Coupe d'Algérie 1958 (avec le Gallia sports d'Alger)
- International A de 1945 à 1952 (13 sélections)